# Flavio Stückemann
Flavio Henrique Stückemann (San Paolo, 3 aprile 1985) è un cestista tedesco.